# Timberwind (goélette)
Le Timberwind est une goélette  à deux mâts amarrée maintenant à Belfast, dans le Maine. Elle a été construite en 1931 et a servi de bateau pilote (nommé Portland Pilot) dans le port de Portland jusqu'en 1969, puis a été convertie en goélette dans le cadre de la flotte touristique de la Maine windjammer. Elle a déménagé à Rockport en 1969 puis à Belfast en 2015. Elle a été achetée par la Portland Schooner Company en 2018.
Elle fait partie d'un très petit nombre de bateaux-pilotes construits à cet effet au début du XXe siècle qui ont survécu à des modifications majeures et ont été inscrits au registre national des lieux historiques le 26 mars 1992.

## Historique
Elle a une charpente en chêne et est gainée de pin jaune sous la ligne de flottaison et de chêne au-dessus. Le bordé du pont est en pin jaune. Elle est actuellement gréée en goélette, bien qu'elle ait eu un certain nombre de configurations de voiles différentes dans son historique de service, et le beaupré utilisé dans le gréement a été ajouté dans le cadre de la conversion du navire en service touristique. Elle est équipée de deux moteurs marins situés au milieu du navire et était à l'origine équipée d'espaces de vie, de couchage et de restauration pour l'équipage sous les ponts.
La Portland Pilot's Association a été créée au début du XXe siècle pour organiser les activités des pilotes privés du port qui amenaient de grands navires dans le port de Portland. Le premier bateau-pilote de l'association, Director, a été mis en service et construit en 1906. En raison de la demande croissante, un deuxième bateau a été mis en service et construit en 1931, entrant en service en décembre de la même année. La conception du Portland Pilot serait basée sur celle du Director et d'une goélette de pêche locale. Elle a servi de bateau-pilote jusqu'en 1969, sauf pendant une période pendant la Seconde Guerre mondiale, lorsqu'elle a été réquisitionnée par l'United States Coast Guard pour patrouiller dans les confins du port. De 1969 à 1971, elle a subi une conversion pour être utilisée comme bateau de tourisme à Camden et a servi pour des croisières quotidiennes aux touristes.